# جلال آباد (هیرمند)
جلال‌آباد یک روستا در ایران است که در استان سیستان و بلوچستان واقع شده‌است. جلال‌آباد ۱۵۶ نفر جمعیت دارد.